# Dino Ticli
Dino Ticli, all'anagrafe Bernardo Ticli (Lercara Friddi, 16 ottobre 1954), è uno scrittore italiano.

## Biografia
Vive a Lecco, dove insegnava scienze in un liceo. Si è laureato in Scienze geologiche presso l'università degli Studi di Milano, con approfondimenti in campo zoologico e botanico. Collabora con un museo di storia naturale per il quale ha curato esposizioni e guide.
Fin dal 1986, scrive testi per ragazzi. La sua produzione spazia dai romanzi, ai testi teatrali, alla divulgazione scientifica, lavori per i quali ha ricevuto riconoscimenti e premi.
Ha partecipato a numerosi festival di letteratura per l'infanzia  e tiene incontri e conferenze in tutta Italia.

## Premi e riconoscimenti
- Vincitore del premio nazionale Legambiente 2018 con Terra pianeta inquieto
- Il libro Piante e animali terribili è stato selezionato con altri duecento per essere inserito nei White Ravens 2018 dalla Internationale Jugendbibliothek, biblioteca internazionale per ragazzi di Monaco di Baviera
- Finalista al premio Minerva 2018 con Il sogno di Martin
- Finalista al premio Arpino 2018 con Il sogno di Martin
- Finalista al premio Andersen 2018 con Piante e animali terribili
- Articolo sui Delfini ENPA (Ente Nazionale per la Protezione degli Animali). Dicembre 2009 Voglio un cane[collegamento interrotto] Voglio un cane[collegamento interrotto]
- Intervista/articolo sulla rivista specializzata «BOOKSHOP», mensile di riferimento per il mercato editoriale/librario. Aprile 2005.
- Più volte recensito sulla rivista Liberweb, il mondo dell'editoria per bambini e ragazzi in rete.
- Leggere la scienza. Istituto Pedagogico di Bolzano. Fossili e dinosauri
- Libramente RSI (Radio Televisione Svizzera). Fossili e dinosauri. Intervista[collegamento interrotto].
- Segnalazione nella trasmissione Superquark Fossili e dinosauri, Rai, 2008
- Intervista alla trasmissione Farhenheit di Rai Radio 3 per il Segreto dei Ciclopi.
- Segnalazione e articolo su "Il segreto dei Ciclopi", 2007, Rivista Andersen
- Recensione sul sito del WWF Italia Una giornata con l'orso
- Premio della Piccola Editoria di Qualità per "Il segreto dei Ciclopi", Chiari, 2007
- Premio Diomedea per "La collina di gesso", Foggia, 2005
- Premio Uno su cinque per "Voglio un cane", Santa Croce sull'Arno, 2002
- Premio Associazione Culturale Oi-Petres per "Sette giorni a Piro Piro", 1998, Belgioioso
- Premio Pennino d'oro per "Sette giorni a Piro Piro", Avezzano, 1996

## Opere
- Mettiamo in scena i proverbi, 2009, Lupo Editore
- Voglio un cane, 2009, Piemme-Battello a Vapore
- Quanta cacca quel T-rex, 2009, Runde Taarn
- Il mio cane fa le puzze, 2009, Coccole e Caccole
- Las florecillas de San Francisco, 2008, Editorial Bonum, Buenos Aires
- Il tesoro della miniera, 2009, Comunità Montana della Valtrompia, Editoriale Scienza
- Fossili e dinosauri. La scienza sulle tracce di draghi e altri incredibili mostri, 2007, Lapis
- Fate il vostro gioco! Il piacere ludico a scuola... e non solo, 2007, La Meridiana
- Una giornata con l'orso, 2007, WWF, Parco Adamello-Brenta, Provincia di Trento, Editoriale Scienza (Anche in formato pdf)
- Il segreto dei ciclopi, 2007, Nuove Edizioni Romane
- Caccola e i mammut, 2006, Giunti Editore
- I fioretti di san Francesco, 2005, Edizioni Messaggero Padova
- Enciclopedia degli alberi d'Italia e d'Europa, 2004, De Vecchi
- La collina di gesso, 2004, Città Aperta Edizioni
- A.A.A. Dinosauro cercasi, 2004, Editoriale Scienza
- Tutti al circo, 2003, Editoriale Scienza
- Trascrizione in Braille di Sette giorni a Piro Piro, 2002, Biblioteca Italiana per i Ciechi
- Hanno rapito i Quetzal!, 2002, Editoriale Scienza
- Ritorno a Piro Piro, 2002, Piemme-Battello a Vapore
- Sept jours à Piro Piro, 2000, Hachette,
- L'atteso. Prepararsi al Natale con i personaggi del presepio, 1999, Edizioni Messaggero Padova
- Sette giorni a Piro Piro, 1995, Piemme-Battello a Vapore
- Il libro segreto degli animali più, 25 volumi, 1987, De Agostini
- Il leone Gedeone, 1986, AMZ-De Agostini
- Anche i dinosauri facevano la cacca! Indagine scientifica sui coproliti e altre schifezze preistoriche, 2011, Lapis
- Così uguali, così diversi, 2012, Scienza Express
- La macchina del tuono, 2013, Piemme-Battello a Vapore
- Fossili e dinosauri. La scienza sulle tracce di draghi e altri incredibili mostri, 2015, Lapis (tradotto in cinese e tailandese)
- Lucio e il mistero dell'acqua scomparsa, 2015, Edizioni della Sera
- Dinobook. Alla scoperta dei dinosauri, 2016, Coccole Books
- E tu chi sei? Una storia di animali che ci parla degli uomini, 2017, Bellavite
- Fósiles y dinosaurios (Las Tres Edades / Nos Gusta Saber nº 31) (Spanish Edition), 2017, Siruela
- I custodi della neve, 2017, VerbaVolant
- Terra pianeta inquieto, 2017, Coccole Books
- Lucio e il gigante di fuoco, 2016, Edizioni della Sera
- Lucio e le miniere dell'imperatore, 2018, Edizioni della Sera
- Il sogno di Martin, 2018, Coccole Books.
- Piante e animali terribili, 2018, Lapis